# José Domingues dos Santos

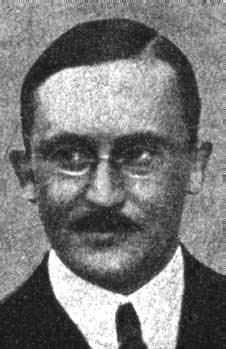
José Domingues dos Santos

José Domingues dos Santos (* 5. August 1885 in Lavra; † 16. August 1958 in Porto) war ein portugiesischer Politiker und Premierminister (Presidente do Conselho de Ministros) während der Ersten Republik.

## Biographie

### Studium und berufliche Laufbahn
Der aus einfachen bäuerlichen Verhältnissen stammende dos Santos absolvierte nach der Schulausbildung zunächst das Theologische Seminar von Porto. Danach begann er ein Studium der Rechtswissenschaften an der Universität Coimbra. Nach Abschluss des Studiums ließ er sich 1911 als Rechtsanwalt in Porto nieder und war zugleich zeitweise als Professor am Industrie- und Handelsinstitut von Porto tätig. Nach dessen Auflösung übernahm er dann 1918 eine Professur am Obersten Handelsinstitut von Porto (Instituto Superior de Comércio do Porto). Seit 1922 war er ein Anhänger der Freimaurerei.

### Erste Republik und Zeit des Ersten Weltkrieges
Als überzeugter Republikaner und Demokrat mit überwiegend liberalen Einstellung zu den wesentlichen politischen Fragen seiner Zeit trat er der Partido Democrático bei.
1918 wurde er dann erstmals zum Deputierten des Parlaments (Assembleia da República), in dem er dann in drei Wahlperioden bis 1926 die Interessen der Demokratischen Partei (PD) des Wahlkreises Porto vertrat. Zugleich nahm er zunehmend führender Positionen innerhalb der PD ein und war gleichzeitig Gründer des in Porto erscheinenden Journals A Tribuna, das unter dem Motto „Todas as ditaduras, tanto de esquerda como de direita, são odiosas“ – „Alle Diktatoren, ob links, ob rechts, sind zu hassende Menschen“ herausgegeben wurde.
Nach der Ausrufung der Monarchie des Nordens (Monarquia do Norte) durch Hauptmann Paiva Couceiro am 19. Januar 1918 in Porto kommt es bald darauf zu einem Gegenputsch unter dem Kommando von Hauptmann João Maria Sarmento Pimentel. Nachdem dieser im Februar 1918 das Gebäude der Zivilregierung in Porto besetzt hatte, wurde dos Santos kurz darauf zum Zivilgouverneur von Porto ernannt.

### Ministerämter
Wenige Monate darauf wurde er von Premierminister Alfredo de Sá Cardoso am 28. Juli 1919 zum Minister für Arbeit und soziale Wohlfahrt in die durch die Demokratische Partei dominierte Regierung berufen. Als Minister sah er sich einem Klima von Arbeitsrechtsstreitigkeiten und Anarchosyndikalismus ausgesetzt. Während seiner Amtszeit sah er sich insbesondere mit den Auswirkungen des am 3. Juni 1919 begonnenen Streik der Lokführer (Caminhos-de-Ferro) konfrontiert, der am 15. August 1919 in einen Bombenanschlag im Bahnhof Rossio und Schusswechseln in der Eisenbahnstadt Entroncamento gipfelte. Der Streik konnte letztlich erst am 1. September 1919 durch die massive Intervention beendet werden.
Aufgrund der Gewalt innerhalb der jungen republikanischen Gesellschaft gelang jedoch keine Bildung einer stabilen Regierung, so dass das Kabinett Sá Cardoso am 15. Januar 1920 zurücktreten musste. Dos Santos selbst verblieb jedoch als Minister für Arbeit und Soziale Wohlfahrt im so genannten „Kabinett der fünf Minuten“ von Francisco José Fernandes Costa sowie den vier darauf folgenden Kabinetten Sá Cardoso, Domingos Leite Pereira, António Maria Baptista sowie José Ramos Preto bis zum 26. Juni 1920.
Anschließend wurde er zum Minister für Handel und Kommunikation in das Kabinett von António Maria da Silva berufen. Als dieses jedoch bereits nach knapp einem Monat am 19. Juli 1920 zurücktreten musste, übernahm er wiederum seine Professur am Obersten Handelsinstitut von Porto.
Bereits am 30. November 1920 übernahm er als Minister für Arbeit und Soziale Wohlfahrt im Kabinett von Liberato Ribeiro Pinto erneut ein Regierungsamt. Als solcher verblieb er auch in der anschließend am 2. März 1921 gebildeten Regierung von Bernardino Machado bis zu dessen Rücktritt am 23. Mai 1921 im Amt. Schließlich wurde er von Álvaro de Castro am 18. Dezember 1923 zum Justizminister in die Regierung berufen und übte dieses Ministeramt bis zur Regierungsübernahme durch Alfredo Rodrigues Gaspar am 7. Juli 1924 aus.

### Premierminister 1924 bis 1925 und letzte Lebensjahre
Mit der Zunahme der sozialen Probleme und der Unmöglichkeit sozialer Reformer aufgrund der schwachen Regierungsmehrheiten wuchs in den darauf folgenden Monaten zugleich das Risiko von Aufständen. Zu dieser Zeit bat das Beratungskomitee und der Vorstand der Partido Democrático den damaligen Präsidenten Manuel Teixeira Gomes mit der Bildung der Regierung zu beauftragen. Am 22. November 1924 wurde er dann zum Premierminister (Presidente do Conselho de Ministros) ernannt. Zugleich übernahm er in seinem Kabinett das Amt des Innenministers.
Zu dieser Zeit kam es bereits zu einer starken Blockbildung in den Regierungslagern, in deren Folge sich auf der rechten Seite die Union der Interessen der Wirtschaft (União dos Interesses Económicos) und die Vereinigung der Landwirtschaft (Associação Central da Agricultura Portuguesa) bildete. Zum anderen kam es aber auch im linken Parteispektrum zu einer Radikalisierung. Dies führte bald zu einer Krise in der Regierung, die letztlich dazu führte, dass es am 11. Februar 1925 zu einem Misstrauensvotum im Parlament kam, bei der Dos Santos lediglich 45 der 110 Stimmen erreichte. Obwohl seine Regierung vier Tage später am 15. Februar 1925 nach nur zurücktreten musste, war sie durch ministerielle Erlasse gleichwohl äußerst produktiv.
Nach seinem Rücktritt bemühte er sich um die Führung des linken Flügels der Partido Democrático, was zu einem Bruch mit der moderaten Fraktion der Partei um da Silva führte. Aus diesem Grund wurde er dann im August 1925 Vorsitzender der 1920 gegründeten Republikanischen Partei der Demokratischen Linke (Partido Republicano da Esquerda Democrática), die in ihrer Parteizeitung A Tribuna die Auflösung der Monopole sowie die Grundstücksteilung der Latifundien forderte.
Nach dem Militärputsch vom 28. Mai 1926 und der daraus folgenden Beendigung der Ersten Republik und Beginn der Militärdiktatur kam es zu einer Eliminierung der demokratischen Freiheiten und einem Verbot der politischen Parteien. Am 3. Februar 1927 nahm er an dem Aufruhr teil, in dem die Republikaner vergeblich die Wiederherstellung der vorherigen Situation betrieben. Nach dem Aufruhr, der in einem Blutbad endete, war Dos Santos gezwungen ins Exil nach Frankreich zu gehen.
In Paris setzte er seinen Kampf gegen die Diktatur fort und wurde einer der Mitgründer der Liga zur Verteidigung der Republik (Liga de Defesa da República), der so genannten Liga von Paris, der neben ihm auch die nach Paris emigrierten demokratischen Politiker Afonso Augusto da Costa, Machado, Jaime Cortesão, António Sérgio de Sousa und de Castro angehörten. Bis zum Beginn der 1950er Jahre blieb er als Kommentar in französischen Journalen und im Rundfunk ein aktiver Gegner des von António de Oliveira Salazar begründeten Estado Novo. Daneben war er unter dem Pseudonym José d‘Além auch Verfasser von Artikeln in der portugiesischen Presse.
Erst 1954 wurde ihm die Rückkehr nach Portugal erlaubt, wo er dann vier Jahre später in Porto verstarb.

## Ehrungen
In seiner Heimatstadt Lavra wurde eine Schule nach ihm benannt.
1980 wurde er für sein politisches Wirken durch die Herausgabe einer Sondermarke der Portugiesischen Post (Correios, Telégrafos e Telefones) in der Serie „Große Gesichter der republikanischen Idee“ (Grandes Vultos do Pensamento Republicano) geehrt.

## Veröffentlichung
- Mensagem aos Democratas Portugueses. Paris 1946 (Botschaften an die Demokraten Portugals)